# Innenministerium der Republik Kasachstan
Das Innenministerium der Republik Kasachstan (kasachisch Қазақстан Республикасының Ішкі істер министрлігі, Qasaqstan Respublikassynyng Ischki ister ministrligi, russisch Министерство внутренних дел Республики Казахстан, Ministerstwo wnutrennich del Respubliki Kasachstan) ist das Innenministerium Kasachstans. Minister ist seit September 2023 Jerschan Sädenow.

## Aufgaben
Zu den Aufgaben gehört der Schutz der öffentlichen Ordnung und der öffentlichen Sicherheit, insbesondere in Zeiten der Not oder des Kriegsrechts sowie die Verhütung, Aufdeckung und Unterdrückung von Verbrechen und Verstößen gegen das Recht, die Aufdeckung und Untersuchung von Verbrechen und die Suche nach Verbrechern. Des Weiteren sollen Kindesvernachlässigung verhindert und Jugendkriminalität bekämpft werden. Auch die Aufsicht und Überwachung der Sicherheit im Straßenverkehr gehört zu den Aufgaben des Ministeriums. Der Schutz staatlicher und anderer Objekte und Personen, die Begleitung von Gefangenen und Häftlingen, die Bekämpfung von Akten des Terrorismus und die Befreiung von Geiseln gehört auch zum Aufgabenbereich des Ministeriums. Es ist zuständig für die Pass- und Visa-Überwachung sowie der Regelung des Aufenthalts von Ausländern im Hoheitsgebiet der Republik Kasachstan.
Zur Umsetzung seiner Aufgaben sind dem Ministerium weitere Behörden unterstellt, so etwa die kasachische Verkehrspolizei und die Agentur zur Bekämpfung von Wirtschaftskriminalität und Korruption.

## Minister
| Nr. | Name                       | Beginn der Amtszeit | Ende der Amtszeit  |
| --- | -------------------------- | ------------------- | ------------------ |
| 1   | Michail Bersenjow          | April 1990          | April 1992         |
| 2   | Wladimir Schumow           | April 1992          | September 1994     |
| 3   | Bolat Bajekenow            | Oktober 1994        | Oktober 1995       |
| 4   | Qajyrbek Süleimenow        | Oktober 1995        | Dezember 2000      |
| 5   | Bolat Ysqaqow              | Dezember 2000       | Januar 2002        |
| 6   | Qajyrbek Süleimenow        | Januar 2002         | 12. September 2003 |
| 7   | Sauytbek Turysbekow        | 12. September 2003  | 14. Oktober 2005   |
| 8   | Bauyrschan Muchametschanow | 14. Oktober 2005    | 2. April 2009      |
| 9   | Serik Baimaghanbetow       | 2. April 2009       | 11. April 2011     |
| 10  | Qalmuchanbet Qassymow      | 11. April 2011      | 12. Februar 2019   |
| 11  | Jerlan Turghymbajew        | 12. Februar 2019    | 25. Februar 2022   |
| 12  | Marat Achmetschanow        | 25. Februar 2022    | 2. September 2023  |
| 13  | Jerschan Sädenow           | 2. September 2023   | amtierend          |